# Тасеєвський район
Тасеєвський район (рос. Тасеевский район) — адміністративна одиниця та муніципальне утворення в східній частині Красноярського краю. Адміністративний центр — село Тасеєво.

## Географія
Площа території - 9923 км².